# Cotomata
Cotomata (Kotamatan) ist eine osttimoresische Aldeia im Suco Manelobas (Verwaltungsamt Maubisse, Gemeinde Ainaro). 2015 lebten in der Aldeia 338 Menschen.

## Geographie und Einrichtungen
Cotomata liegt im Nordwesten des Sucos Manelobas. Östlich befindet sich die Aldeia Hautei, südwestlich die Aldeia Hautilo und südlich die Aldeia Ernaro. Im Nordwesten grenzt Cotomata an den Suco Maulau. Durch Cotomata fließt der Aicocai, ein Nebenfluss des Carauluns. Im Gegensatz zu den anderen Aldeias im Suco gibt es hier mit  Cotomata eine größere Siedlung neben weiterer kleiner Weiler. Im Dorf Cotomata befinden sich der Sitz des Sucos und eine Grundschule. An der Hauptstraße, die grob der Ostgrenze verläuft, befindet sich der Friedhof Manelobas.